# Blastobotrys serpentis
Blastobotrys serpentis är en svampart som beskrevs av Bhadra, Rao & Shivaji 2008. Blastobotrys serpentis ingår i släktet Blastobotrys och familjen Trichomonascaceae.   Inga underarter finns listade i Catalogue of Life.